# Злин (окръг)
Окръг Злин (на чешки: Okres Zlín) е един от 4-те окръга на Злинския край на Чехия. Площта му е 1033,59 km2, а населението му – 191 830 души (2016). Административен център е град Злин. Населените места в окръга са 89, от тях – 10 града и 1 място без право на самоуправление. Код по LAU-1 – CZ0724.

## Градове и население
Данни за 2009 г.:
| Град             | Население |
| ---------------- | --------- |
| Злин             | 77 103    |
| Отроковице       | 18 773    |
| Напаедла         | 7497      |
| Славичин         | 6893      |
| Брумов Билнице   | 5857      |
| Лухачовице       | 5333      |
| Валашке Клобоуки | 5111      |
| Визовице         | 4777      |
| Фрищак           | 3710      |
| Слушовице        | 3022      |

## Образование
По данни от 2003 г.:
| Вид училище                         | Брой училища |
| ----------------------------------- | ------------ |
| Детски градини                      | 88           |
| Начални училища                     | 68           |
| Гимназии                            | 5            |
| Средни училища и промишлени училища | 14           |
| Средни професионални училища        | 8            |
| Висши професионални училища         | 4            |

## Здравеопазване
По данни от 2003 г.:
| Лекари                                      | 732 |
| Болници                                     | 4   |
| Специализирани заведения за лечение и отдих | 1   |
| Зъболекари                                  | 113 |
| Аптеки                                      | 36  |

## Транспорт
През окръга преминава част от магистрала D55, както и първокласните пътища (пътища от клас I): I/49, I/55, I/57 и I/69. Пътища от клас II в окръга са: II/367, II/438, II/489, II/490, II/491, II/492, II/493, II/494, II/495, II/496 и II/497.